# پالمیرا (ویرجینیا)
پالمیرا (به انگلیسی: Palmyra) یک منطقهٔ مسکونی در ایالات متحده آمریکا است که در ویرجینیا واقع شده‌است. پالمیرا ۳٫۶۹ کیلومتر مربع مساحت و ۱۰۴ نفر جمعیت دارد و ۹۲٫۹۷ متر بالاتر از سطح دریا واقع شده‌است.